# Зефанайя, Бенджамин
Бенджамин Зефанайя (англ. Benjamin Zephaniah;  15 апреля 1958[…], Хэндсворт, Уорикшир — 7 декабря 2023) — британский растафарианский писатель и даб-поэт. Известный представитель современной английской литературы, включён в список пятидесяти величайших послевоенных британских писателей Times в 2008 году.
По словам Зефанайя, его миссия заключается в борьбе с мёртвым образом академической поэзии, и он хочет «донести это до всех людей, которые не читают книг».

## Биография
Бенджамин Зефанайя родился и вырос в Хандсворте, районе Бирмингема, который называет ямайской столицей Европы. Сын почтальона с Барбадоса и медсестры с Ямайки. Страдал дислексией, посещал исправительную школу, но вынужден был оставить её в возрасте 13 лет из-за неспособности читать и писать.
Заявлял, что его поэзия берет истоки в ритмах Ямайки и в «уличной политике». Его первое выступление состоялось в церкви, когда ему было 10, а к 15 годам его стихи уже были известны в Хандсвортской афро-карибской и азиатской общинах. В юности состоял на учете у полиции и отбывал тюремное наказание за кражу. Когда ему наскучило рассказывать чернокожим об их собственной жизни, решил расширить аудиторию и в возрасте 22 лет отправился в Лондон.

## Взгляды
В ноябре 2003 года Зефанайя сообщает в Guardian, что отказался от Ордена Британской империи, поскольку эта награда напомнила, что «мои праматери были изнасилованы и о жестокости к моим предкам».
Является попечителем организаций Веганское общество, Viva! (Vegetarians' International Voice for Animals), проекта по борьбе с расизмом Newham Monitoring Project и благотворительного университета Tower Hamlets Summer University. Поддерживает PETA.
Защитник прав животных, в 2004 году стал автором предисловия к книге Кейта Манна о движении Фронт освобождения животных From Dusk 'til Dawn: An insider’s view of the growth of the Animal Liberation Movement. В августе 2007 года объявил, что запускает проект Общественного движения за освобождение животных наряду с «PETA».
Высказывался в пользу создания Британской Республики и отмену монархии.

## Личная жизнь и достижения

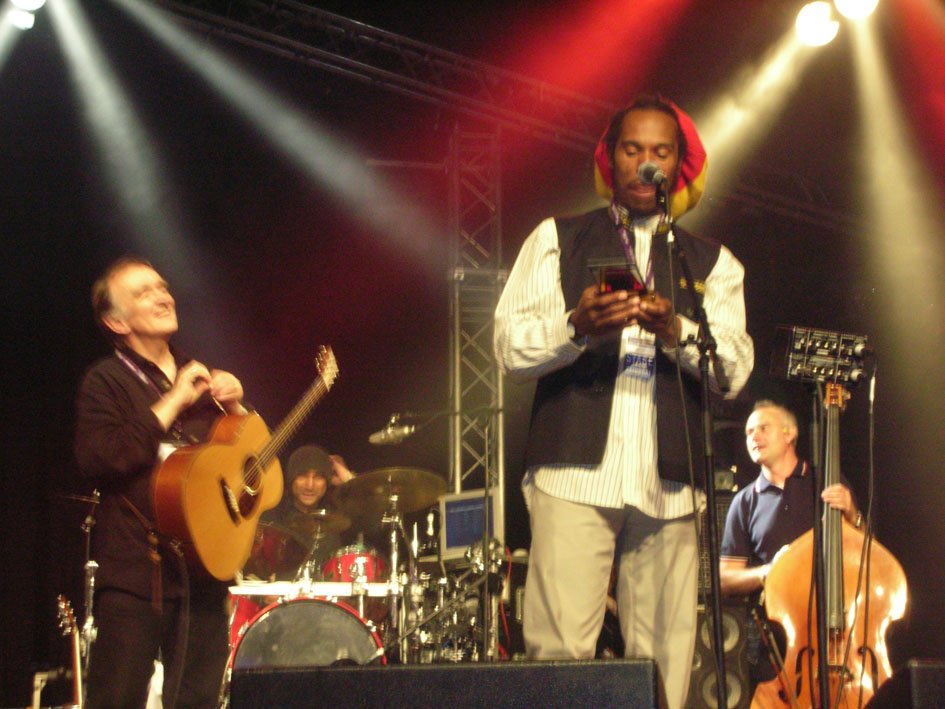
Бенджамин Зефанайя на Cambridge Folk Festival, 2008 год

Много лет прожил в Восточном Лондоне, но с 2008 года делит своё местопребывание между Пекином и деревней близ Спалдинга, в Линкольншире. Называет себя страстным веганом. Болельщик футбольного клуба «Астон Вилла».
12 лет состоял в браке с театральным администратором Аминой, которая покинула его в 2001 году.
Почетный доктор Университета Северного Лондона (1998), Birmingham City University (1999), Стаффордширского университета (2002), London South Bank University (2003), Эксетерского университета и Университета Вестминстера (2006). 17 июля 2008 г. получил почетную докторскую степень в Бирмингемском университете. Вошёл в список 50 величайших послевоенных писателей The Times, заняв 48-ю строку.
Получил награду Cambridge Folk Festival 2 августа 2008 года, после чего охарактеризовал себя как «Rasta Folkie». Стал вегетарианцем в 11 лет, а в 13 — веганом.
Нельсон Мандела назвал его своим любимым поэтом.
6 декабря 2023 года Бенджамин Зефанайя умер в Лондоне в возрасте 65 лет.

## Публикации
Первый сборник стихов Pen Rhythm был опубликован Page One Books в 1980 году. Его альбом Раста, посвящённый Нельсону Манделе и ставший первой записью The Wailers после смерти Боба Марли, принёс ему международное признание и вывел в топ чартов в Югославии.

## Книги

### Поэзия
- Pen Rhythm (1980)
- The Dread Affair: Collected Poems (1985) Arena
- City Psalms (1992) Bloodaxe Books
- Inna Liverpool (1992) AK Press
- Talking Turkeys (1995) Puffin Books
- Propa Propaganda (1996) Bloodaxe Books
- Funky Chickens (1997) Puffin
- School’s Out: Poems Not for School (1997) AK Press
- Funky Turkeys (Audiobook) (1999) AB
- White Comedy (Unknown)
- Wicked World! (2000) Puffin
- Too Black, Too Strong (2001) Bloodaxe Books
- The Little Book of Vegan Poems (2001) AK Press
- Reggae Head (Audiobook) 57 Productions
- Who’s Who

### Романы
- Face (1999) Bloomsbury (опубликована в различных редакциях для взрослых и детей)
- Refugee Boy (2001) Bloomsbury
- Gangsta Rap (2004) Bloomsbury
- Teacher’s Dead (2007) Bloomsbury
- Dartnell (2009) Bloombsbury

### Детские книги
- We are Britain (2002) Frances Lincoln
- Primary Rhyming Dictionary (2004) Chambers Harrap
- J is for Jamaica (2006) Frances Lincoln

## Пьесы
- Listen to Your Parents (вошла в Theatre Centre: Plays for Young People — Celebrating 50 Years of Theatre Centre (2003) Aurora Metro; Longman, 2007)
- Face: The Play

## Дискография

### Альбомы
- Rasta (1982) Upright (reissued 1989) Workers Playtime (UK Indie #22)[21]
- Us An Dem (1990) Island
- Back to Roots (1995) Acid Jazz
- Belly of De Beast (1996) Ariwa
- Naked (2005) One Little Indian
- Naked & Mixed-Up (2006) One Little Indian (Benjamin Zephaniah Vs. Rodney-P)

### Синглы
- Dub Ranting EP (1982) Radical Wallpaper
- Big Boys Don’t Make Girls Cry 12-inch single (1984) Upright
- Crisis 12-inch single (1992) Workers Playtime
- Empire (1995) Bomb the Bass with Zephaniah & Sinéad O'Connor

## Специальный гость
- Heading for the Door Back to Base (2000) MPR Records